# Pipistrel

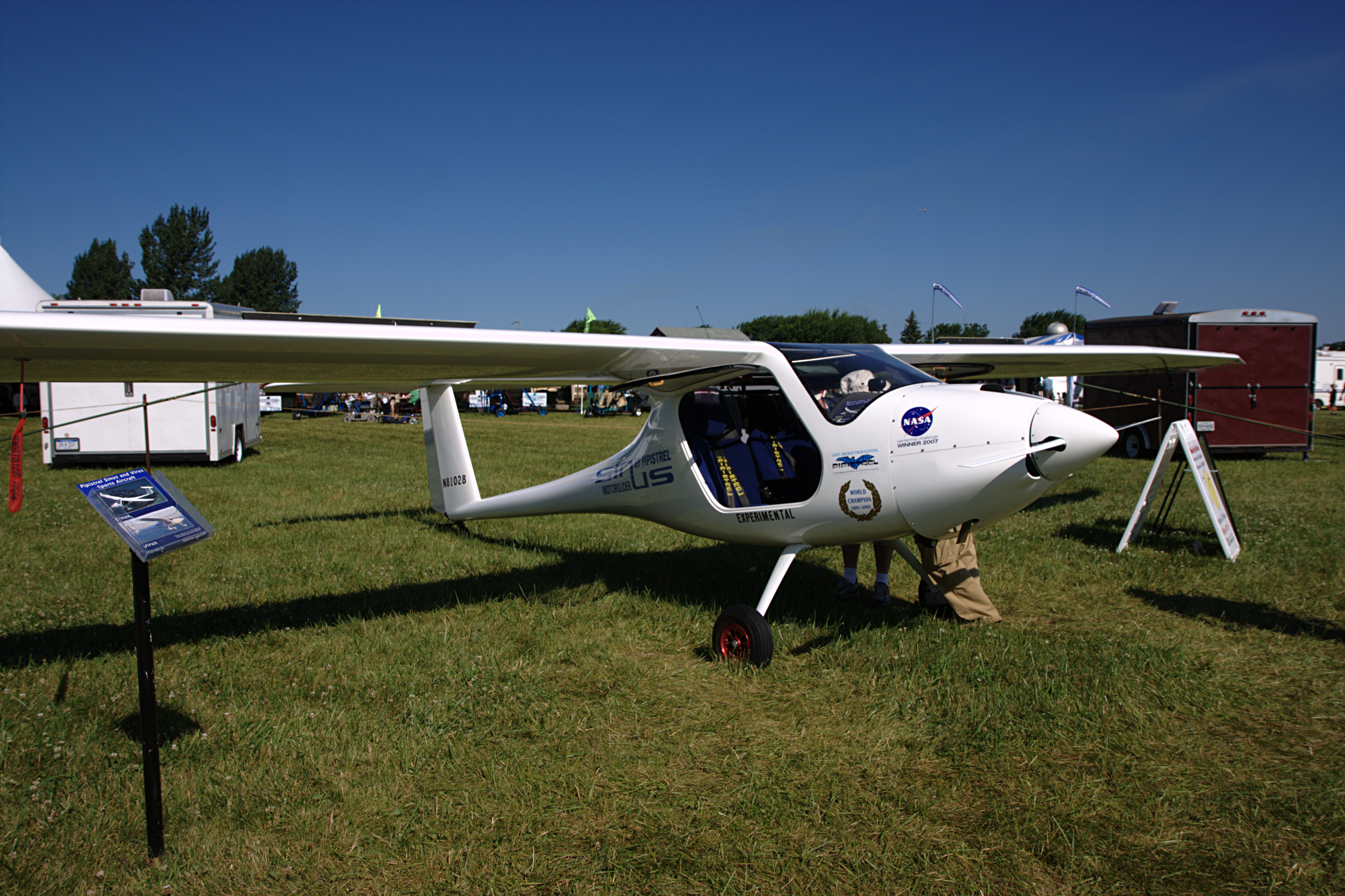
Pipistrel Sinus

Pipistrel ist ein slowenischer Flugzeughersteller für Ultraleichtflugzeuge mit Sitz in Ajdovščina. Der Name Pipistrel wurde von Pipistrellus, der wissenschaftlichen Bezeichnung der Gattung der Zwergfledermäuse, abgeleitet.

## Geschichte
Inhaber und Direktor ist Ivo Boscarol, der am 10. November 1987 als erster Jugoslawe eine Privatlizenz zur Produktion von Flugzeugen erhielt. Als Name der Firma zur Herstellung von Ultraleichtflugzeugen wurde Pipistrel gewählt. 1989 startete das erste von Ivo Boscarol und Bojan Sajovic entworfene gewichtskraftgesteuerte Ultraleichtflugzeug (Trike) „Ajdovscina“ zu seinem Erstflug; bis 1992 wurden insgesamt 32 Stück dieses Modells gebaut. Nach einigen weiteren Trikes begann 1994 die Entwicklung des ersten aerodynamisch gesteuerten Ultraleichtflugzeuges Pipistrel Sinus, das 1995 zum ersten Mal vorgestellt wurde und 1996 zum Erstflug startete. 2003 wurde ein neues Werk am Flugplatz Ajdovščina fertiggestellt. Heute werden dort Modelle wie die Pipistrel Virus in Serie produziert.
Neue Wege ging das Unternehmen mit dem Pipistrel Taurus Electro, einem eigenstartfähigen, doppelsitzigen Klapptriebwerk-Segler, der in der aktuellen Version G2 mit einem 40 kW Elektroantrieb ausgerüstet ist. Die Kapazität des eingebauten Akkus erlaubt Aufstiege um bis zu 2000 Höhenmeter. In Deutschland besitzt der Taurus Electro G2 eine vorläufige Zulassung als Ultraleichtflugzeug.
Der Pipistrel Taurus G4 ist ein Technologieerprobungs- bzw. Wettbewerbsflugzeug. Die Firma ist auch Kooperationspartner beim Wasserstoffflugzeug HY4.
Mit der „Velis Electro“ verfügt Pipistrel über das erste EASA zugelassene Elektroflugzeug weltweit.
Im März 2022 wurden bekannt gegeben, dass Textron das Unternehmen übernehmen will.

### Zukunftsprojekte
Im September 2020 präsentierte das Unternehmen das virtuelle Konzept eines unbemannten Frachtfliegers mit Hybridantrieb. Während der normale Flugbetrieb per Verbrennungsmotor geschieht, sollen die senkrechten Start- und Landevorgänge elektrisch geleistet werden. Dabei sollen acht der firmeneigenen Motoren vom Typ E-811 zum Einsatz kommen, die ein Aufsteigen auf bis zu 2440 m ermöglichen. Diese sind die ersten reinelektrischen Flugzeugmotoren mit allgemeiner Zulassung für den kommerziellen Flugbetrieb in der EU, ausgestellt durch die EASA. Das größte Modell, der Nuuva V300, soll drei Europaletten mit insgesamt bis zu 450 kg fassen können, die nach dem Hochklappen der Frontnase per Gabelstapler verladen werden können. Mit einer Ladung von 50 kg soll eine Reichweite von bis zu 2500 km möglich sein. Für kleinere Transportmengen unter 20 kg ist ein weiteres Modell mit der Bezeichnung V20 vorgesehen.
Das Flugzeug soll sich autonom auf vorher festgelegten Routen bewegen, die manuell vom Boden aus in Echtzeit modifiziert werden können. Gegenüber dem Lastentransport per Hubschrauber verspricht sich der Hersteller eine Energieersparnis von bis zu 90 %.
Die Auslieferung des V300 soll in der zweiten Jahreshälfte 2023 starten.

### Auszeichnungen und Preise
Im Jahre 2011 gewann Pipistrel USA mit einer doppelrümpfigen Taurus G4 die „NASA CAFE Green Flight Challenge“, mit welcher die NASA die Entwicklung von treibstoffsparenden Flugzeugen bzw. Flugzeugen mit alternativen Antrieben fördern will. Das Siegerflugzeug musste eine Strecke von 200 Meilen in weniger als 2 Stunden bewältigen und durfte dabei weniger als eine Gallone Treibstoff pro Passagier bzw. das Äquivalent in elektrischer Energie verbrauchen.